# Центральный блокирующий

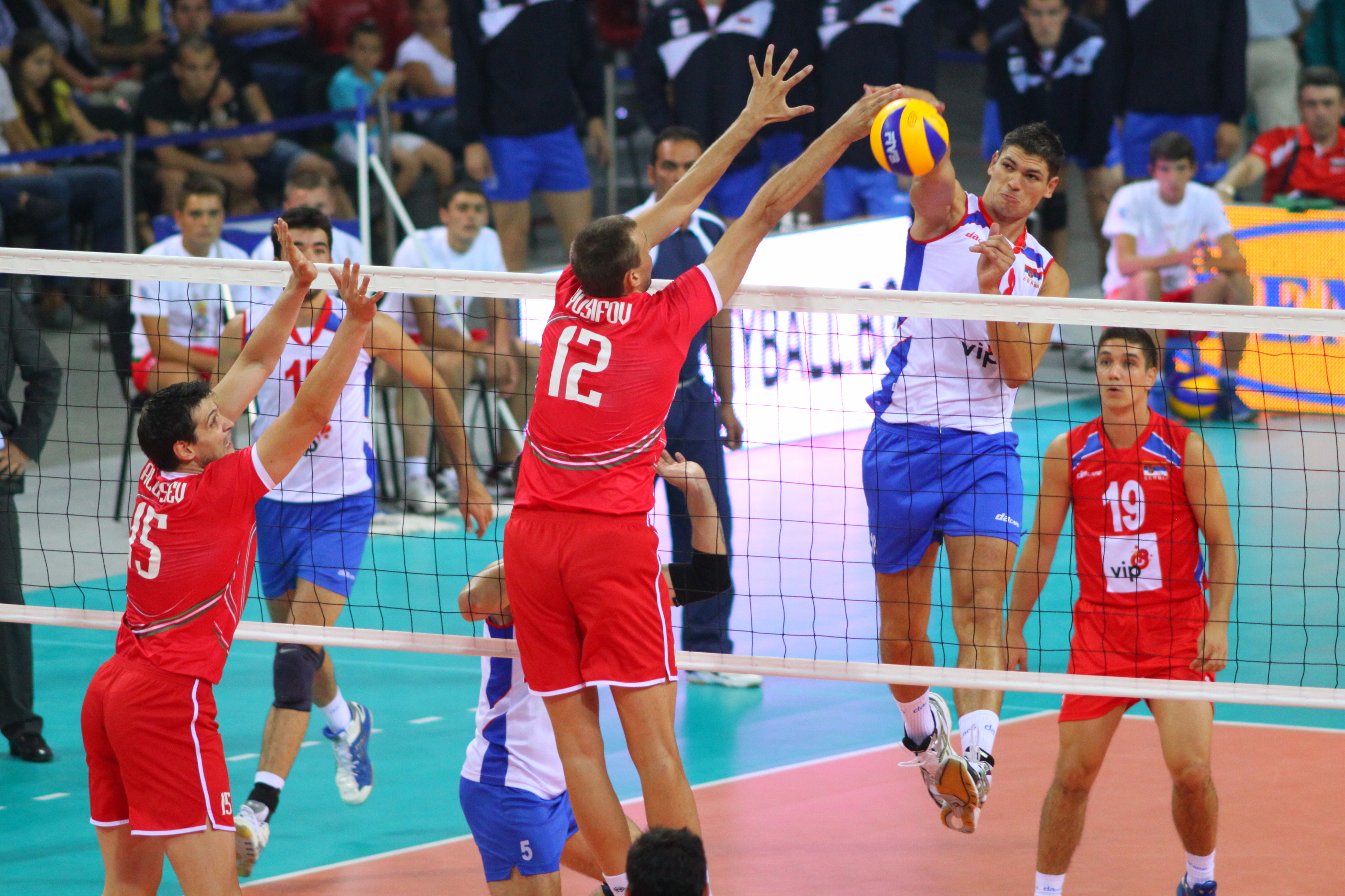
Серб Марко Подрашчанин в атаке «первым темпом» против болгарина Виктора Йосифова

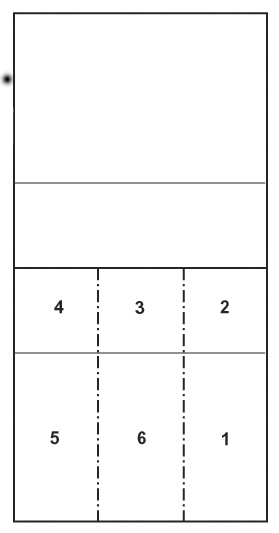
Позиции на поле

Центральный блокирующий (нападающий первого темпа) — игровое амплуа в волейболе.

## Назначение
Как правило, самые высокие игроки, которые обладают высокой реактивной скоростью и способны при необходимости выходить на удар очень низких мячей. При такой атаке главным преимуществом является эффект неожиданности. Пасующий фактически вкладывает мяч в руку нападающему, находящемуся в воздухе. Блокируют удары соперника. Атакуют обычно из 3-й зоны.